# Beypore
Beypore (o Beypur, Beipur, Beppur) è una suddivisione dell'India, classificata come census town, di 66.883 abitanti, situata nel distretto di Kozhikode, nello stato federato del Kerala. In base al numero di abitanti la città rientra nella classe II (da 50.000 a 99.999 persone).

## Geografia fisica
La città è situata a 11° 10' 60 N e 75° 49' 0 E al livello del mare.

## Società

### Evoluzione demografica
Al censimento del 2001 la popolazione di Beypore assommava a 66.883 persone, delle quali 32.623 maschi e 34.260 femmine. I bambini di età inferiore o uguale ai sei anni assommavano a 8.576, dei quali 4.408 maschi e 4.168 femmine. Infine, coloro che erano in grado di saper almeno leggere e scrivere erano 54.304, dei quali 27.144 maschi e 27.160 femmine.